# モンギ・スリム
モンギ・スリム（Mongi Slim、 アラビア語: منجي سليم)、
1908年9月15日 - 1969年10月23日）は、1961年にアフリカ人として初めて国際連合総会議長となったチュニジアの外交官。パリ大学から法学の学位を受けていた。チュニジアの独立に至る闘争の過程で、フランス当局によって2度投獄されたことがあった。

## 生い立ち
1908年9月15日にチュニスに生まれたスリムは、ギリシャ人とトルコ人の血統を引く貴族の家系の出であった。母の家系は、トルコの高貴な家系で、チュニスでも有数の有力な一族であり、アラブ世界を通してイスラム法についての学識で知られていたベイルム (Beyrum) 家に連なっていた。曽祖父の一人は、カフカラス (Kafkalas) という名のギリシャ人で、少年期に海賊にさらわれて白人奴隷であるマムルークとしてチュニスのベグに売られ、そこで教育を与えられた上で解放され、さらに国防大臣にまで出世した人物であった。父方の祖父は、貴族出身のカーイドで、豊かな土地であったボン岬半島一帯を支配していた。

## 政治経歴
1936年、スリムはチュニジアのフランスからの独立を主張する組織に関わるようになった。1954年には独立についてフランスとの交渉にあたるチュニジア側代表団の長となっていた。そうした立場にあったため、彼は1956年にチュニジアの独立を定めた議定書の草案作りの手助けもした,1955年から1956年にかけて、スリムはチュニジアの内務大臣を務めた。
1956年、スリムは、チュニジアを代表して駐米大使となり、併せて、カナダ大使、国連大使も兼ねることになった。国連ではハンガリー問題に関する特別委委員会に加わり、この委員会から安全保障理事会に派遣される代表者となった。1961年、ダグ・ハマーショルドが飛行機事故で急逝したことを受けての人事の中で、スリムは全会一致で国際連合総会議長に選出されたことで、駐米大使の座は失った。スリムは、1961年9月に雑誌『タイム』の表紙を飾った。アメリカ合衆国は、当初、スリムが国際連合総会副議長のまま議長の職務を代行するという案を考えていた。しかし、ソビエト連邦はビルマのウ・タントを推し、アメリカ合衆国もウ・タントがハマーショルドの残りの任期を務める事務総長代行となることに合意した。
スリムは1962年に国連を離れ、チュニジアの外務大臣となった。この職には1964年まで留まった。